# Google Übersetzer
Google Übersetzer (englisch Google Translate) ist ein Onlinedienst von Google LLC, der Wörter, Texte und ganze Webseiten maschinell übersetzt. Eingeführt wurde der Dienst im Jahr 2006. Er übersetzte zunächst nur zwischen der englischen und arabischen Sprache. Seit 2022 unterstützte der Google Übersetzer 133 Sprachen. Am 27. Juni 2024 gab Google bekannt, demnächst 110 weitere Sprachen auf einen Schlag hinzuzufügen, was die Gesamtzahl auf 243 erhöht. Ermöglicht werde das durch die Nutzung des selbst entwickelten PaLM-2-Sprachmodells. Das langfristige Ziel sei weiterhin, Übersetzungsmöglichkeiten für 1.000 Sprachen anzubieten.

## Funktionen
Der Google Übersetzer übersetzt Wörter, Texte oder Webseiten zwischen 133 verschiedenen Sprachen, sowie mit der Kamera aufgenommene Texte in 50 verschiedene Sprachen. Der Dienst bietet dabei die Funktion, die Ausgangssprache automatisch zu erkennen. Seit Ende 2016 sind Übersetzungen auf jeweils 5000 Zeichen begrenzt.

### Webbrowser

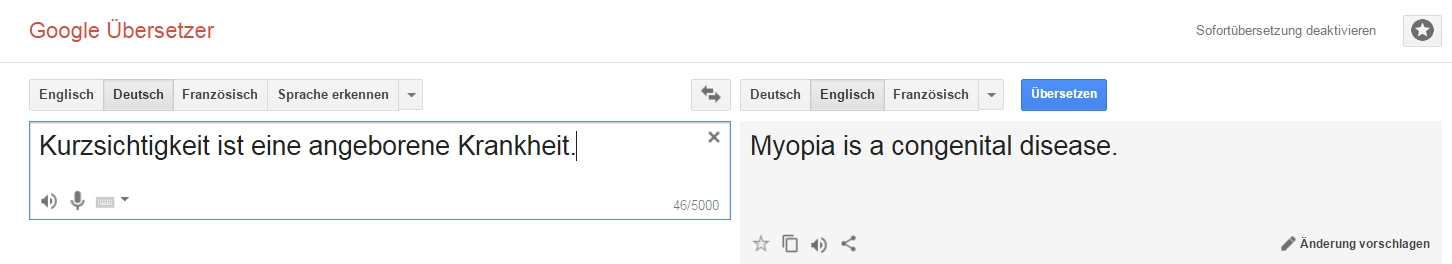
Übersetzung eines deutschsprachigen Satzes in sein englischsprachiges Äquivalent

Im Browser Google Chrome kann eine automatische Webseiten-Übersetzung durch den Google-Übersetzer aktiviert werden. Für Mozilla Firefox gibt es Browser-Erweiterungen, die den Google Translator nutzen oder darauf aufbauen.

### Mobile Geräte
Für das Betriebssystem Android existiert seit Anfang 2010 eine App, die SMS-Nachrichten sowie in das Telefon gesprochene Texte übersetzt. Auch für das Betriebssystem iOS hat Google eine App im App Store veröffentlicht. Der Google Übersetzer ist auch in Googles Now On Tap integriert.
Zudem lassen sich mit den Mobile Apps einige Sprachen mit der „Sofortübersetzung“ live im Kamerabild übersetzen. Im Zusammenhang mit der Flüchtlingskrise in Deutschland ab 2015 hat Google auch das Sprachenpaar Arabisch und Deutsch zur „Sofortübersetzung“ hinzugefügt.
Um gesprochene Sätze schneller übersetzt und natürlicher klingend wiederzugeben, entstand das experimentelle Translatotron-Modell. Bisher werden gesprochene Sätze aufgezeichnet und in Text umgewandelt. Der Text wird über eine Google-interne Zwischensprache in die Zielsprache übersetzt. Die Ergebnisse wurden an die Sprachausgabe geleitet und dort vorgelesen. Im Translatotron-Schema werden gesprochene Worte auf Audio-Ebene untersucht und ohne Textwandlung übersetzt und in der Zielsprache mit beibehaltenen Stimmenmerkmalen wiedergegeben.

Im Jahr 2020 fügte Google eine Transkriptionsfunktion zur App hinzu. Hiermit können längere gesprochene Texte aufgenommen und in der Transkription auf dem Handybildschirm gelesen werden.
Nach Angaben von Google wurde die Android-App des Google Übersetzers mehr als eine Milliarde mal aus dem PlayStore heruntergeladen.

### API
Entwicklern bietet Google eine Programmierschnittstelle (API) kostenpflichtig an, um Übersetzungen in eigene Webseiten und Angebote zu integrieren.

## Einschränkungen
Wie an sich bei maschinellen Übersetzungen ist eine präzise Übersetzung nicht immer möglich. Einige Sprachen werden besser übersetzt als andere. Da die Technik auf einer statistischen Übersetzungsmethode beruht, entstehen mitunter seltsame Resultate.

## Neuronales Netzwerk
Mitarbeiter von Google Brain haben erforscht, dass sich eine Sprache „ziemlich gut in nur etwa tausend Dimensionen darstellen“ lässt. Seit Ende 2016 arbeitet der Google Übersetzer anhand dieses Ergebnisses mit neuronalen Netzwerken. Diese Technologie entwickelt sich eigenständig weiter, sprich: sie lernt. In einigen Sprachen werden Worte nicht einzeln, sondern satzweise übersetzt.

## Umgehung von Internetsperren

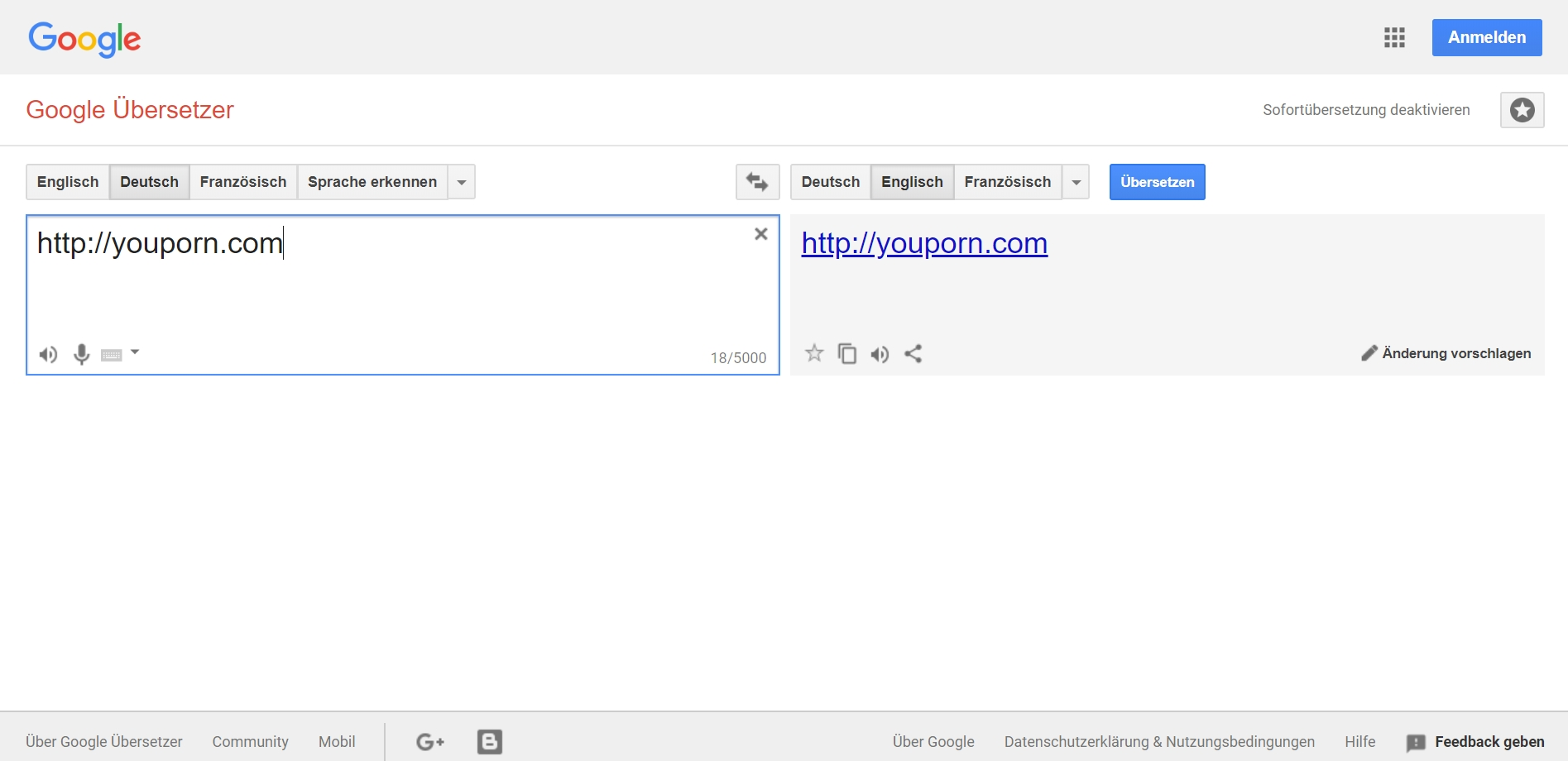
Durch Klicken auf den rechten (blauen) Link kann ein Contentfilter umgangen und YouPorn aufgerufen werden.

Lässt man ganze Webseiten übersetzen, kann ein Contentfilter, der zum Beispiel in Unternehmen den Zugang zu sozialen Netzwerken oder Pornografie verhindern soll, umgangen werden. Da die zu übersetzende Webseite von einem Google-Server verarbeitet und das Resultat in einem Frame innerhalb des Google-Dienstes dargestellt wird, können Inhalte eingesehen werden, zu denen sonst kein Zugang bestünde. Der Filter deutet die Verbindungsanfrage als an Google gehend und akzeptiert sie, da Google-Zugriffe erlaubt werden.

## Übersetzer-Community
Mitte 2014 eröffnete Google die Übersetzer-Community, eine Crowdsourcing-Plattform, die dazu dienen soll, die Qualität der automatischen Übersetzungen zu verbessern. So haben Nutzer die Möglichkeit, bestehende Übersetzungen zu korrigieren und neue vorzuschlagen. Im April 2016 hatten laut Angaben von Google bereits 3,5 Millionen Nutzer 90 Millionen Einsendungen vorgenommen.

## Weitere Übersetzungswebseiten
- DeepL
- Microsoft Translator
- Linguee
- Yandex.Translate
- eTranslation